# Новоактау
Новоакта́у (рос. Новоактау, башк. Яңы Аҡтау) — село у складі Буздяцького району Башкортостану, Росія. Входить до складу Каранської сільської ради.
Населення — 141 особа (2010; 166 у 2002).
Національний склад:
- татари — 62 %
- башкири — 31 %